# Torneo Nacional de Clubes 2014 (Chile)
El Torneo Nacional de Clubes de 2014 fue la 67° edición del torneo de rugby de primera división de Chile.

## Primera fase
|  | Clasifica a la Copa de Oro.   |
|  | Clasifica a la Copa de Plata. |

### Grupo A
| Pos. | Equipo              | Encuentros | Encuentros | Encuentros | Encuentros | Tantos | Tantos | Tantos | PB | PB | Puntos |
| Pos. | Equipo              | PJ         | PG         | PE         | PP         | F      | C      | Dif    | BO | BD | Puntos |
| ---- | ------------------- | ---------- | ---------- | ---------- | ---------- | ------ | ------ | ------ | -- | -- | ------ |
| 1.º  | COBS                | 6          | 5          | 0          | 1          | 240    | 46     | +194   | 5  | 1  | 26     |
| 2.º  | Stade Français      | 6          | 4          | 0          | 2          | 159    | 105    | +54    | 3  | 1  | 20     |
| 3.º  | PWCC                | 6          | 3          | 1          | 2          | 149    | 114    | +35    | 3  | 2  | 19     |
| 4.º  | Sporting Rugby Club | 6          | 3          | 1          | 2          | 130    | 178    | -48    | 2  | 0  | 16     |
| 5.º  | Old Boys            | 6          | 3          | 0          | 3          | 121    | 201    | -80    | 2  | 0  | 14     |
| 6.º  | Old Reds            | 6          | 1          | 1          | 4          | 100    | 178    | -78    | 1  | 0  | 7      |
| 7.º  | Alumni SC           | 6          | 0          | 1          | 5          | 118    | 195    | -77    | 1  | 3  | 6      |

### Grupo B
| Pos. | Equipo               | Encuentros | Encuentros | Encuentros | Encuentros | Tantos | Tantos | Tantos | PB | PB | Puntos |
| Pos. | Equipo               | PJ         | PG         | PE         | PP         | F      | C      | Dif    | BO | BD | Puntos |
| ---- | -------------------- | ---------- | ---------- | ---------- | ---------- | ------ | ------ | ------ | -- | -- | ------ |
| 1.º  | Universidad Católica | 5          | 4          | 0          | 1          | 166    | 84     | +82    | 4  | 0  | 20     |
| 2.º  | Old Macks            | 5          | 4          | 0          | 1          | 154    | 112    | +42    | 3  | 1  | 20     |
| 3.º  | Los Troncos          | 5          | 2          | 0          | 3          | 164    | 100    | +64    | 2  | 2  | 12     |
| 4.º  | Old Georgians        | 5          | 2          | 0          | 3          | 121    | 136    | -15    | 3  | 1  | 12     |
| 5.º  | Old John's           | 5          | 2          | 0          | 3          | 107    | 133    | -26    | 0  | 1  | 9      |
| 6.º  | Viña RC              | 5          | 1          | 0          | 4          | 75     | 222    | -147   | 1  | 0  | 4      |

## Copa de Plata
|  | Clasifica a las semifinales de plata. |

| Pos. | Equipo              | Encuentros | Encuentros | Encuentros | Encuentros | Tantos | Tantos | Tantos | PB | PB | Puntos |
| Pos. | Equipo              | PJ         | PG         | PE         | PP         | F      | C      | Dif    | BO | BD | Puntos |
| ---- | ------------------- | ---------- | ---------- | ---------- | ---------- | ------ | ------ | ------ | -- | -- | ------ |
| 1.º  | Old John's          | 7          | 6          | 0          | 1          | 276    | 122    | +154   | 5  | 1  | 30     |
| 2.º  | Viña RC             | 7          | 5          | 0          | 2          | 195    | 152    | +43    | 5  | 1  | 26     |
| 3.º  | Old Reds            | 7          | 5          | 0          | 2          | 163    | 118    | +45    | 1  | 1  | 22     |
| 4.º  | Alumni SC           | 7          | 4          | 0          | 3          | 139    | 154    | -15    | 3  | 1  | 20     |
| 5.º  | Seminario La Serena | 7          | 2          | 0          | 5          | 175    | 216    | -41    | 2  | 3  | 13     |
| 6.º  | Old Boys            | 7          | 2          | 0          | 5          | 145    | 182    | -37    | 3  | 2  | 13     |
| 7.º  | Old Locks           | 7          | 2          | 0          | 5          | 141    | 175    | -34    | 2  | 1  | 11     |
| 8.º  | Santo Tomás         | 7          | 2          | 0          | 5          | 114    | 229    | -115   | 0  | 1  | 9      |

### Semifinales
| 18 de octubre de 2014 | Old Johns | 24 - 23 | Alumni SC |  |  |

| 18 de octubre de 2014 | Viña RC | 13 - 26 | Old Reds |  |  |

#### Final
| 25 de octubre de 2014 | Old Johns | 30 - 35 | Old Reds |  |  |

| Bandera de Chile               |
| Ganador Copa de plata Old Reds |

## Copa de Oro
|  | Clasifica a las semifinales de oro. |

| Pos. | Equipo               | Encuentros | Encuentros | Encuentros | Encuentros | Tantos | Tantos | Tantos | PB | PB | Puntos |
| Pos. | Equipo               | PJ         | PG         | PE         | PP         | F      | C      | Dif    | BO | BD | Puntos |
| ---- | -------------------- | ---------- | ---------- | ---------- | ---------- | ------ | ------ | ------ | -- | -- | ------ |
| 1.º  | COBS                 | 7          | 7          | 0          | 0          | 319    | 92     | +227   | 5  | 0  | 33     |
| 2.º  | Stade Français       | 7          | 5          | 0          | 2          | 204    | 134    | +70    | 7  | 2  | 29     |
| 3.º  | Los Troncos          | 7          | 5          | 0          | 2          | 191    | 193    | -2     | 5  | 0  | 25     |
| 4.º  | Old Macks            | 7          | 4          | 0          | 3          | 160    | 167    | -7     | 3  | 1  | 20     |
| 5.º  | Universidad Católica | 7          | 3          | 0          | 4          | 169    | 212    | -43    | 3  | 1  | 16     |
| 6.º  | PWCC                 | 7          | 2          | 0          | 5          | 165    | 198    | -33    | 4  | 3  | 15     |
| 7.º  | Sporting Rugby Club  | 7          | 2          | 0          | 5          | 136    | 188    | -52    | 1  | 1  | 10     |
| 8.º  | Old Georgians        | 7          | 0          | 0          | 7          | 114    | 274    | -160   | 1  | 2  | 3      |

### Semifinales
| 18 de octubre de 2014 | Stade Français | 22 - 31 | Los Troncos |  |  |

| 18 de octubre de 2014 | COBS | 17 - 19 | Old Mackayans |  |  |

#### Final
| 25 de octubre de 2014 | Los Troncos | 13 - 25 | Old Mackayans |  |  |

| Bandera de Chile      |
| Campeón Old Mackayans |
| Sexto título          |